# Hack Wilson
Lewis Robert Wilson, soprannominato "Hack" (Ellwood City, 26 aprile 1900 – Baltimora, 23 novembre 1948), è stato un giocatore di baseball statunitense che ha giocato nel ruolo di esterno nella Major League Baseball (MLB). È stato introdotto nella National Baseball Hall of Fame nel 1979.

## Carriera
Wilson giocò per 12 stagioni nella MLB per i New York Giants, i Chicago Cubs, i Brooklyn Dodgers e i Philadelphia Phillies. Malgrado la sua bassa statura, fu uno dei migliori battitori di potenza sul finire degli anni venti e l'inizio degli anni trenta.
La stagione 1930 di Wilson mentre militava nei Cubs è ampiamente considerata una delle migliori in battuta della storia del baseball. Alla metà di luglio aveva accumulato 82 punti battuti a casa (RBI). Ad agosto batté 13 fuoricampo e 53 RBI e il 15 settembre raggiunse i 176 RBI, superando il record stagionale della MLB stabilito da Lou Gehrig tre anni prima. Concluse la stagione con 190 (numero poi corretto a 191), assieme all'allora primato della National League di 56 fuoricampo, con una media battuta di.356, .454 di arrivo in base e guidando la lega con una media bombardieri di .723. Fu votato, in maniera non ufficiale, giocatore "più utile" della NL dalla Baseball Writers' Association of America (che non inaugurò il suo premio di MVP fino all'anno successivo). I 56 fuoricampo di Wilson rimasero un record della NL fino al 1998, quando furono superati da Sammy Sosa (66) e Mark McGwire (70). Quei 191 RBI rimangono uno dei record più durevoli della storia del baseball: solo Gehrig (184) e Hank Greenberg (183) vi si sono avvicinati mentre non ci sono stati dei veri sfidanti negli ultimi 75 anni (la miglior prestazione recente sono stati i 165 di Manny Ramírez nel 1999).
Mentre la combattività e l'eccessivo uso di alcool di Wilson lo resero una delle personalità sportive più colorite della sua epoca, la sua passione per il bere e le risse contribuirono a terminare prematuramente la sua carriera da atleta e alla fine, anche alla morte. Di lui, un giornalista sportivo scrisse: "Per un breve arco di anni, questo piccolo uomo forzuto rivaleggiò davvero con il grande [Babe] Ruth."

## Palmarès
- Leader della National League in fuoricampo: 4

1926–1928, 1930
- Leader della National League in punti battuti a casa: 2

1929, 1930